# Valdres
Valdres er et landskab i Innlandet i Norge, omkring Begnaelvsystemet og består af kommunerne Nord-Aurdal, Sør-Aurdal, Øystre Slidre, Vestre Slidre, Vang og Etnedal. Geografisk hører Etnedal til Land, mens det kulturelt hører til Valdres. Den største by er Fagernes. 
Valdres har omkring 18.000 indbyggere. Vigtigste vejforbindelser er E16 og Riksvei_51.
60°55′N 9°10′Ø / 60.92°N 9.17°Ø